# Portalnehod.cz
Portalnehod.cz je český portál, který formou mapy zobrazuje nejčastější místa v České republice, na kterých dochází k dopravním nehodám. Cílem projektu je na základě shlukové analýzy nehod z předcházejících 24 měsíců v Česku upozornit na rizikové lokality na pozemních komunikacích a tím zde riziko dalších nehod.
Mapa nehod zobrazuje rizikové oblasti podle několika faktorů:
- příčin – předjíždění, rychlost, střet se zvěří, alkohol a drogy[2],
- výskytu vážných zranění – těžkého zranění a úmrtí,
- lokality – krajů a okresů, dohledat lze konkrétní místo[3]

Součástí portálu je i tabulka 10 nejnebezpečnějších míst. Detail místa včetně výše škodních událostí a nejčastější příčiny dopravní nehody se zobrazí při zobrazení lokality. Součástí portálu je i možnost vyhledávat riziková místa v minulosti, a to zpětně do roku 2010.
Projekt vznikl v květnu 2021 za podpory Fondu zábrany škod ČKP a ve spolupráci s Českou kanceláří pojistitelů, autorem je společnost DataFriends s.r.o.

### Externí zdroje
- Portalnehod.cz – oficiální stránky
- Případová studie na DataFriends